# Osteon
Ett osteon eller haverskt system är strukturen som bygger upp det mogna lamellära benet. Osteonet består av haversk kanal, lameller, lacuner och volkmanns kanaler.

## Haversk kanal

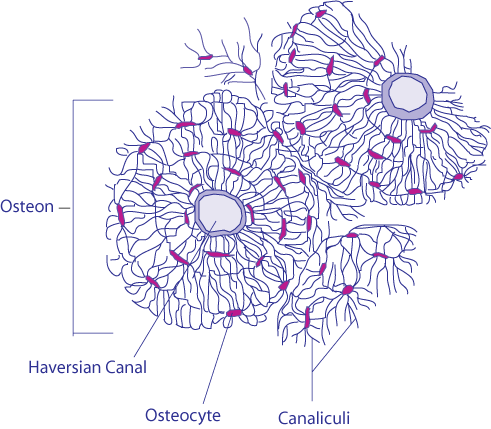
Genomskärning av ben som visar osteon med haversk kanal (Haversian Canal), osteocyter (Osteocyte) och canaliculi

Den haverska kanalen genomborrar osteonet i dess mitt och innehåller blodkärl och nerver. Den täcks av en bindvävshinna, endostiet.

## Lamell
Lamellerna sitter runt den haverska kanalen mellan interstitiella lameller men kan också sitta runt hela benet (cirkumferentiella lameller). Kalcifierat kollagen I är huvudsaklig komponent och bägge går parallellt i samma lamell, medan lamellerna sinsemellan kan ha olika riktning, vilket ger styrka från alla tänkbara håll.

## Lacun
Här ligger osteocyterna vars utskott går i canaliculi i ett nätverk. Utskotten kommunicerar också med blodkärlen.

## Volkmanns kanal
Kommer från sidan utifrån periostet in mot haverska kanalen.